# Okadzenie darów
Okadzenie darów – obrzęd wykonywany podczas mszy świętych w obrządku rzymskim pomiędzy przygotowaniem darów ofiarnych a lavabo.
Cytat z "Ogólnego wprowadzenia do mszału rzymskiego" Rzym 2002:
Ołtarz okadza się pojedynczymi ruchami kadzielnicy w ten sposób:
- jeśli ołtarz jest odsunięty od ściany, kapłan okadza go, obchodząc dokoła;
- jeśli ołtarz nie jest odsunięty od ściany, kapłan, przechodząc wzdłuż niego, okadza najpierw prawą, potem lewą stronę[1].

Jeżeli krzyż jest na ołtarzu lub obok niego, okadza się go przed okadzeniem ołtarza. Natomiast jeżeli jest za ołtarzem, kapłan okadza go, gdy przed nim przechodzi. 
Dary ofiarne kapłan okadza trzema rzutami kadzielnicy przed okadzeniem krzyża i ołtarza jak i po ich okadzeniu. Przed ani po okadzeniem darów (tak jak i Ołtarza), nie oddaje się ukłonu. Następnie okadza się głównego celebransa, później współcelebransów, a na końcu lud.